# Michał Zienkiewicz
Michał Zienkiewicz (ur. 21 listopada?/3 grudnia 1868 w Carskim Siole, zm. 1959 w Kielcach) – tytularny generał brygady Wojska Polskiego, kawaler Orderu Virtuti Militari.

## Życiorys
Urodził się w Carskim Siole, w rodzinie Władysława i Antoniny z Michałowskich. Uczył się w Korpusie Kadetów w Petersburgu, a następnie w Wileńskiej Szkole Junkrów Piechoty w Wilnie. Od 1890 roku zawodową służbę wojskową pełnił w 255 Leśnym Rezerwowym pułku piechoty w Saratowie, który 20 lutego 1910 roku został wcielony do 185 pułku piechoty ze składu 47 Dywizji Piechoty. Następnie pełnił służbę w Twierdzy Sweaborg . W 1913 roku ukończył Oficerską Szkołę Strzelecką (ros. Офицерская стрелковая школа) w Oranienbaumie, która przygotowywała kapitanów do dowodzenia batalionem . W czasie I wojny światowej dowodził batalionem, a następnie pułkiem. Został ciężko ranny w walkach pod Hrubieszowem . W grudniu 1917 roku wstąpił do II Korpusu Polskiego w Rosji.
W czasie wojny z bolszewikami dowodził 25 pułkiem piechoty (od 7 lutego 1919 roku do 16 kwietnia 1920 roku), a następnie XIII Brygadą Piechoty (od 15 czerwca do lipca 1920 roku). 15 lipca 1920 roku został Okręgowym Inspektorem Armii Ochotniczej na Okręg Generalny „Łódź”. Następnie był pomocnikiem komendanta kursów oficerskich w Rembertowie . Później powierzono mu zadanie organizacji szkoły w Zambrowie, przeznaczonej do kształcenia personelu Batalionów Celnych . 1 czerwca 1921 roku pełnił służbę w Dowództwie Okręgu Generalnego „Białystok”, a jego oddziałem macierzystym był 25 pułk piechoty.
3 maja 1922 roku został zweryfikowany w stopniu pułkownika ze starszeństwem z dniem 1 czerwca 1919 roku i 6. lokatą w korpusie oficerów piechoty, a jego oddziałem macierzystym był nadal 25 pp. W latach 1923–1924 był komendantem Powiatowej Komendy Uzupełnień Białystok, pozostając oficerem nadetatowym 42 pułku piechoty w Białymstoku. 3 lipca 1924 roku ogłoszono jego przeniesienie do Powiatowej Komendy Uzupełnień Warszawa Miasto I na stanowisko komendanta. 10 sierpnia 1924 roku objął obowiązki komendanta. We wrześniu 1925 roku został przydzielony do macierzystego 42 pp z pozostawieniem w dyspozycji dowódcy Okręgu Korpusu Nr I w Warszawie. 21 grudnia 1925 roku Prezydent RP nadał mu stopień generała brygady, wyłącznie z prawem do tytułu, z dniem przeniesienia w stan spoczynku – 28 lutego 1926 roku. Mieszkał w Warszawie. Zmarł w 1959 roku w Kielcach. Został pochowany na cmentarzu Starym.

## Ordery i odznaczenia
- Krzyż Srebrny Orderu Wojskowego Virtuti Militari nr 4614 – 27 grudnia 1921 roku[18][19]